# Sussaba flavipes
Sussaba flavipes är en stekelart som först beskrevs av Lucas 1849.  Sussaba flavipes ingår i släktet Sussaba och familjen brokparasitsteklar. Arten är reproducerande i Sverige. Utöver nominatformen finns också underarten S. f. coriacea.